# Codex Omega
Codex Omega deseti je studijski album grčkog simfonijskog death metal-sastava Septicflesh. Diskografska kuća Season of Mist objavila ga je 1. rujna 2017. Prvi je album s bubnjarem Krimhom.

## Popis pjesama
Tekstovi: Sotiris Anunnaki V, glazba: Septicflesh.
| 1.    | »Dante's Inferno«             | 5:34 |
| 2.    | »3rd Testament (Codex Omega)« | 4:08 |
| 3.    | »Portrait of a Headless Man«  | 5:00 |
| 4.    | »Martyr«                      | 5:07 |
| 5.    | »Enemy of Truth«              | 4:55 |
| 6.    | »Dark Art«                    | 5:24 |
| 7.    | »Our Church, Below the Sea«   | 3:59 |
| 8.    | »Faceless Queen«              | 5:20 |
| 9.    | »The Gospels of Fear«         | 3:41 |
| 10.   | »Trinity«                     | 4:07 |
| 47:15 |                               |      |

## Zasluge
| Septicflesh - Seth Siro Anton – vokali, bas-gitara, ilustracije - Christos Antoniou – gitara, orkestracija - Sotiris Anunnaki V – čisti vokali, gitara - Kerim "Krimh" Lechner – bubnjevi Dodatni glazbenici - Praški filharmonijski orkestar – orkestar - Flora Tzini – vokali (sopran) - Christina Alexiou – vokali (sopran) - Margarita Papadimitriou – vokali (sopran) - Antonia Despouli – vokali (alt) - Kandia Bouzioti – vokali (alt) - Kiriaki Trohani – vokali (alt) - Michalis Platanias – vokali (tenor) - Romanos Papadimitriou – vokali (tenor, bas) - Nikos Tsachalinas – vokali (bas) - Giannis Poupoulis – ud - Vahan Galstyan – duduk |  | Ostalo osoblje - Jens Bogren – produkcija, miksanje, masteriranje - Terry Nikas – tonska obrada - Linus Corneliusson – asistent pri miksanju - Jan Holzner – tonska obrada (orkestra) - Corn Studio (Andreas Xenoulis) – logotip |